# Alimosho
Alimosho ist eine Local Government Area im Bundesstaat Lagos. Sie hat etwa 1,8 Millionen Einwohner und liegt nördlich der Stadt Lagos und ist ein Teil ihrer Metropolregion.
Alimosho wurde 1945 gegründet und gehörte zum (damaligen) Western State. Die Bevölkerung von Alimosho besteht überwiegend aus den Yewa, einer Untergruppe der Yoruba. Die beiden Hauptreligionen sind der Islam und das Christentum. Die Sprache Yoruba ist in der Gemeinde weit verbreitet.